# Litouwen op het Eurovisiesongfestival 2022

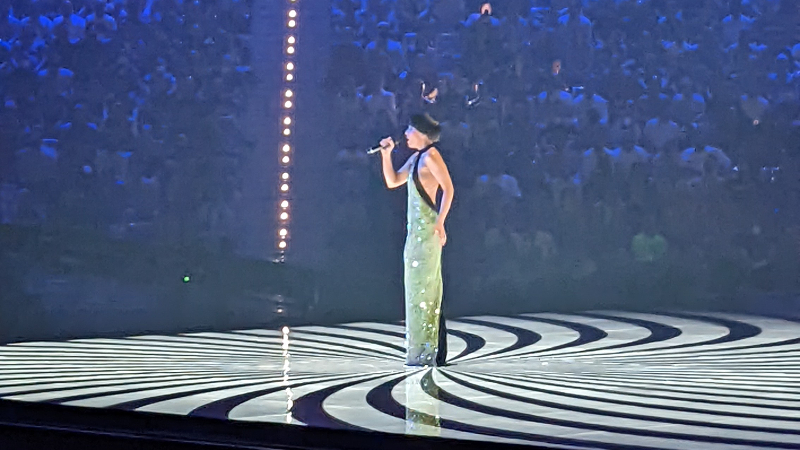
Monika Liu tijdens de eerste halve finale

Litouwen nam deel aan het Eurovisie Songfestival 2022 in Turijn, Italië, met "Sentimentai" uitgevoerd door Monika Liu. De Litouwse omroep Litouwse Nationale Radio en Televisie (LRT) organiseerde de nationale finale Pabandom iš naujo! 2022 (Laten we het nog eens proberen! 2022) om de Litouwse inzending voor de wedstrijd van 2022 te selecteren. De nationale finale duurde zes weken met maar liefst 34 deelnemers. De uitslag van elke show werd bepaald door een combinatie van stemmen van een jury en een publiekstem. In de finale streden acht artiesten en werd " Sentimentai " uitgevoerd door Monika Liu als winnaar gekozen.

## Selectieproces

### Pabandom is naujo! 2022
|   | Artiest             | Lied                      | Jury        | Televoting        | Totaal | Plaats |    |   |
| - | ------------------- | ------------------------- | ----------- | ----------------- | ------ | ------ | -- | - |
| 1 | Artiest             | Lied                      | Lolita Zero | "Not Your Mother" | 8      | 10     | 18 | 3 |
| 2 | Ieva Zasimauskaitė  | "I'll Be There"           | 4           | 3                 | 7      | 7      |    |   |
| 3 | Rūta Loop           | "Call Me from the Cold"   | 7           | 7                 | 14     | 4      |    |   |
| 4 | Gebrasy             | "Into Your Arms"          | 6           | 6                 | 12     | 5      |    |   |
| 5 | Justė Kraujelytė    | "How to Get My Life Back" | 5           | 5                 | 10     | 6      |    |   |
| 6 | Queens of Roses     | "Washing Machine"         | 3           | 4                 | 7      | 8      |    |   |
| 7 | Monika Liu          | "Sentimentai"             | 12          | 12                | 24     | 1      |    |   |
| 8 | Augustė Vedrickaitė | "Before You're 6ft Under" | 10          | 8                 | 18     | 2      |    |   |

## In Turijn
De Litouwse voorstelling werd gekenmerkt door Monika Liu in een glinsterende jurk met diamanten. 
Aan het einde van de show werd bekendgemaakt dat Litouwen bij de beste 10 zat, en daardoor naar de grote finale op zaterdag mocht. Later werd bekend dat Litouwen in de halve finale op de zevende plaats eindigde en in totaal 159 punten kreeg: 103 punten van de televoting en 56 punten van de jury.
Litouwen werd uiteindelijk 14e in de finale en scoorde 128 punten: 93 punten van de televoting en 35 punten van de jury.
1994 · 1995-1998 · 1999 · 2000 · 2001 · 2002 · 2003 · 2004 · 2005 · 2006 · 2007 · 2008 · 2009 · 2010 · 2011 · 2012 · 2013 · 2014 · 2015 · 2016 · 2017 · 2018 · 2019 · 2020 · 2021 · 2022 · 2023 · 2024 · 2025
Albanië · Armenië · Australië · Azerbeidzjan · België · Bulgarije · Cyprus · Denemarken · Duitsland · Estland · Finland · Frankrijk · Georgië · Griekenland · Ierland · IJsland · Israël · Italië · Kroatië · Letland · Litouwen · Malta · Moldavië · Montenegro · Nederland · Noord-Macedonië · Noorwegen · Oekraïne · Oostenrijk · Polen · Portugal · Roemenië · San Marino · Servië · Slovenië · Spanje · Tsjechië · Verenigd Koninkrijk · Zweden · Zwitserland